# Erispoë

Het wapen van Bretagne

Erispoë II van Bretagne (ca. 805 - Talensac, 12 november 857) was koning van Bretagne als opvolger van zijn vader Nominoë.

## Leven
Als edelman had hij vooral bezittingen in het zuidoosten van Bretagne. In 843 versloeg hij de graaf van Nantes, die daarbij sneuvelde. In 851 werd hij hertog van Bretagne na het overlijden van zijn vader. Samen met Lambert van Nantes zette hij de veldtocht naar Chartres voort, die door zijn vader was begonnen. Op 22 augustus 851 versloeg hij Karel de Kale in de slag bij Jengland bij de rivier Vilaine. Hoewel het Bretonse leger duidelijk in de minderheid was, wist zijn cavalerie de lichtbewapende Saksische hulptroepen van Karel tot een terugtocht te dwingen. Daarna werden de Franken gedurende twee dagen in korte cavaleriecharges met werpspiesen gedecimeerd. Karel moest zich terugtrekken, zonder dat het tot een echt gevecht was gekomen. In september sloten Karel en Erispoë het verdrag van Angers, dat de Bretonse onafhankelijkheid erkende. Bretagne erkende formeel het koningschap van Karel, maar Erispoë ontving van Karel wel koninklijke eretekenen. Karel zegde toe, op te treden als peetoom van Conan, de zoon van Erispoë. Bretagne kreeg het gezag over de vroegere Bretonse Mark (het gebied van Nantes, Rennes en Retz). Erispoë schijnt zich vervolgens zeer onmatig te hebben gedragen op het banket dat ter ere van hem werd gegeven.
In 853 begon hij een oorlog tegen de Vikingen nadat die Nantes hadden geplunderd, die de Vikingen in 855 dwong te vertrekken. Erispoë gaf schenkingen aan de abdij van Redon. In 857 werd hij door zijn tegenstanders Salomon en Almaro in een kerk vermoord, waar hij bescherming had gezocht. Hij werd begraven in Redon.

## Familie
Erispoë was getrouwd met Marmohec (overleden voor 857, haar ouders zijn onbekend). Zij hadden een zoon Conan, van wie verder nauwelijks iets bekend is. Ze hadden ook een dochter die was verloofd met Lodewijk de Stamelaar maar die verloving werd verbroken na de dood van Erispoë, ze trouwde daarna met Gurwent van Rennes.